# Jacky St. James
Jacky St. James (Virginia, 15 de octubre de 1976) es una directora de cine pornográfico estadounidense, guionista, productora y publicista del estudio erótico New Sensations.

## Biografía
St. James nació al norte del estado de Virginia, siendo educada dentro del Área metropolitana de Washington D. C. Fue criada como cristiana católica. Realizó un Bachelor of Arts especializándose en teatro y cine. A los 27 años, se mudó a Los Ángeles (California) para iniciar su carrera en la industria del entretenimiento. Comenzó trabajando como actriz en películas y programas de televisión, dirigiendo, así mismo, algunos pequeños proyectos principales. También trabajó en publicidad durante 13 años.
En mayo de 2010, una amiga de St. James, directora de fotografía, le envió un clip de la película pornográfica Wedding Day, del estudio New Sensations, quedando Jacky impresionada por la calidad de la película. Semanas más tarde, supo que los estudios estaban buscado nuevos guionistas, y el director de la compañía Eddie Powell le aconsejó que probara suerte y escribiera un guion para presentarlo. New Sensations acertó con su fichaje en 2011, pues el guion que presentó Jacky St. James, Dear Abby, una de sus primeras películas rodadas, ganó al año siguiente el Premio AVN al Mejor guion.
Después de esta película, dirigiría otras destacadas para la filial de New Sensations, Digital Sin, como All In The Family, Having Sex With The In-Laws, Family Business o The Temptation of Eve. No obstante, su gran obra sería la tetralogía The Submission of Emma Marx, con la actriz Penny Pax como principal protagonista en el papel de Emma Marx. La historia en su conjunta es un best-seller que combina una versión diferenciada de Cincuenta sombras de Grey, con un contenido erótico que cuida bastante los detalles y logra una historia con un inicio, nudo y desenlace desde la primera hasta la cuarta película.
La primera de las películas, The Submission of Emma Marx, estuvo codirigida entre St. James y Eddie Powell. La película ganó dos Premios AVN en 2014 a la Mejor película de temática BDSM y el Premio XBIZ a la Mejor actriz de reparto para Riley Reid. Dos años más tarde se estrenó la secuela, The Submission of Emma Marx 2: Boundaries por la que Reid repetiría premio y por el que Penny Pax se llevó el Premio AVN a la Mejor actriz. Las dos últimas entregas fueron The Submission Of Emma Marx 3: Exposed (2016) y The Submission of Emma Marx 4: Evolved (2017), por el que nuevamente se premió a Penny Pax en los XBIZ a Mejor actriz protagonista.
Durante las cuatro películas, además de Pax y Reid, otros actores y actrices que protagonizaron alguna de las mismas fueron Aidra Fox, Sara Luvv, Richie Calhoun, Van Wylde, Logan Pierce, John Strong, Mick Blue, Samantha Hayes y Ryan Driller.
Gracias a la promoción de The Submission of Emma Marx, Jacky St. James se alzó con el Premio XRCO al Mejor director de largometraje, siendo la segunda mujer en ostentar dicho premio después de Stormy Daniels. No obstante, St. James no lo dejaría ahí, pues repetiría galardón en 2015 y 2016.
También ha destacado por realizar pequeños cameos o papeles secundarios en la mayoría de películas que ha dirigido, lo que he la válido algunas nominaciones y el Premio XBIZ en 2015 a la Mejor actuación no sexual por su trabajo delante de las cámaras en Second Chances.
En 2016 cocreó, junto a Paul Fishbein, una serie de temática erótica para la cadena Showtime titulada Submission.
Otros trabajos destacados suyos como directora son A Lesbian Romance, Boss Lady, Call Girl, Darker Side of Desire, Fantasies, Hot Wives, Keep It In The Family, Love Is In The Air, MILF Pact, Obsession, Power and Control, Restraint, Seduction of a Young Girl, Torn o Women Loving Girls.

## Premios y nominaciones
| Año  | Ceremonia            | Resultado | Premio                                     | Trabajo                                   |
| ---- | -------------------- | --------- | ------------------------------------------ | ----------------------------------------- |
| 2012 | Premios AVN          | Ganadora  | Mejor guion en película                    | Dear Abby                                 |
| 2013 | Premios AVN          | Nominada  | Mejor director en película protagonista    | Torn                                      |
| 2013 | Premios AVN          | Nominada  | Mejor director                             | Power & Control                           |
| 2013 | Premios AVN          | Nominada  | Mejor guion en película                    | Torn                                      |
| 2013 | Dirty Dozen Of       | Ganadora  | Best Director of Humans Having Sex         | —                                         |
| 2013 | Erotic Lounge Awards | Nominada  | Premio fan: Beste Regie                    | —                                         |
| 2013 | Inked Awards         | Nominada  | Acheivement Award                          | —                                         |
| 2013 | Premios XBIZ         | Nominada  | Mejor actuación no sexual                  | Love, Marriage & Other Bad Ideas          |
| 2013 | Premios XBIZ         | Nominada  | Mejor guion                                | Dear Abby                                 |
| 2014 | Premios AVN          | Ganadora  | Mejor película BDSM                        | The Submission of Emma Marx               |
| 2014 | Premios AVN          | Ganadora  | Mejor película romántica                   | The Temptation of Eve                     |
| 2014 | Premios AVN          | Nominada  | Mejor director en película protagonista    | The Submission of Emma Marx               |
| 2014 | Premios AVN          | Nominada  | Mejor director en película protagonista    | The Temptation of Eve                     |
| 2014 | Premios AVN          | Nominada  | Mejor guion en película                    | The Temptation of Eve                     |
| 2015 | Premios AVN          | Nominada  | Director del año                           | —                                         |
| 2015 | Premios AVN          | Nominada  | Mejor director en película protagonista    | Second Chances                            |
| 2015 | Premios AVN          | Nominada  | Mejor director en película no protagonista | Keep It in the Family                     |
| 2015 | Premios AVN          | Nominada  | Mejor guion en película                    | Second Chances                            |
| 2015 | Premios XBIZ         | Ganadora  | Mejor actuación no sexual                  | Second Chances                            |
| 2015 | Premios XBIZ         | Ganadora  | Director del año - Body Work               | —                                         |
| 2015 | Premios XBIZ         | Nominada  | Mejor director en película protagonista    | Second Chances                            |
| 2015 | Premios XBIZ         | Nominada  | Mejor director en película protagonista    | The Sexual Liberation of Anna Lee         |
| 2015 | Premios XBIZ         | Nominada  | Mejor guion                                | Second Chances                            |
| 2015 | Premios XBIZ         | Nominada  | Mejor guion                                | The Sexual Liberation of Anna Lee         |
| 2015 | Erotic Lounge Awards | Nominada  | Premio fan: Beste Regie                    | —                                         |
| 2016 | Premios AVN          | Nominada  | Director del año                           | —                                         |
| 2016 | Premios AVN          | Nominada  | Mejor director en película protagonista    | The Submission of Emma Marx 2: Boundaries |
| 2016 | Premios AVN          | Ganadora  | Mejor guion en película                    | The Submission of Emma Marx 2: Boundaries |
| 2016 | Premios AVN          | Ganadora  | Mejor película BDSM                        | The Submission of Emma Marx 2: Boundaries |
| 2016 | Premios XBIZ         | Ganadora  | Director del año - Body Work               | —                                         |
| 2016 | Premios XBIZ         | Nominada  | Mejor director en película protagonista    | The Submission of Emma Marx 2: Boundaries |
| 2016 | Premios XBIZ         | Nominada  | Mejor director en película no protagonista | A Hotwife Blindfolded 2                   |
| 2016 | Premios XBIZ         | Ganadora  | Mejor guion                                | The Submission of Emma Marx 2: Boundaries |
| 2017 | Premios AVN          | Ganadora  | Mejor director en película protagonista    | The Submission Of Emma Marx 3: Exposed    |
| 2017 | Premios AVN          | Ganadora  | Mejor guion en película                    | The Submission Of Emma Marx 3: Exposed    |
| 2017 | Premios AVN          | Nominada  | Mejor película BDSM                        | The Submission Of Emma Marx 3: Exposed    |
| 2017 | Premios AVN          | Nominada  | Estrella mainstream del año                | —                                         |
| 2018 | Premios AVN          | Nominada  | Director del año                           | —                                         |
| 2018 | Premios AVN          | Nominada  | Mejor director en película protagonista    | Voyeur                                    |
| 2018 | Premios AVN          | Nominada  | Mejor película BDSM                        | The Submission of Emma Marx 4: Evolved    |
| 2018 | Premios XBIZ         | Nominada  | Director del año - Body Work               | —                                         |
| 2018 | Premios XBIZ         | Nominada  | Director del año - Película protagonista   | Second Chances                            |
| 2019 | Premios AVN          | Nominada  | Director del año                           | —                                         |
| 2019 | Premios AVN          | Nominada  | Mejor actuación no sexual                  | Paparazzi                                 |
| 2019 | Premios AVN          | Nominada  | Mejor director en película protagonista    | Love in the Digital Age                   |
| 2019 | Premios AVN          | Nominada  | Mejor fotografía                           | The Voyeur 2                              |
| 2019 | Premios AVN          | Nominada  | Mejor guion en película                    | Love in the Digital Age                   |
| 2019 | Premios XBIZ         | Nominada  | Mejor actuación no sexual                  | Paparazzi                                 |
| 2020 | Premios AVN          | Nominada  | Director del año                           | —                                         |
| 2020 | Premios AVN          | Nominada  | Mejor guion dramático                      | My Husband's Boss: The Power Position     |
| 2020 | Premios XBIZ         | Nominada  | Director del año - Body Work               | —                                         |
| 2020 | Premios XBIZ         | Nominada  | Director del año - Película protagonista   | —                                         |
| 2020 | Premios AVN          | Nominada  | Director del año                           | —                                         |
| 2020 | Premios AVN          | Nominada  | Mejor guion dramático                      | Obsessed                                  |
| 2021 | Premios XBIZ         | Nominada  | Director del año                           | —                                         |
| 2022 | Premios AVN          | Nominada  | Mejor guion en película                    | Deceived                                  |
| 2022 | Premios XBIZ         | Nominada  | Director del año                           | —                                         |
| 2023 | Premios AVN          | Nominada  | Mejor guion en película                    | The Hitman: Love Is Deadly                |